# Terry Dyson
Terence Kent Dyson (Malton, 29 novembre 1934) è un ex calciatore inglese, di ruolo ala.

## Carriera
In attività giocava come ala.

## Palmarès

### Club

#### Competizioni nazionali
- Campionato inglese: 1

Tottenham: 1960-1961
- Coppa d'Inghilterra: 2

Tottenham: 1960-1961, 1961-1962
- Community Shield: 2

Tottenham: 1961, 1962

#### Competizioni internazionali
- Coppa delle Coppe: 1

Tottenham: 1962-1963